# 2012–2013-as magyar női labdarúgó-bajnokság (másodosztály)
A magyar női labdarúgó-bajnokság másodosztályában 2012–2013-ban kilenc csapat küzdött a bajnoki címért.

## Állás
| #   | Csapat                   | M  | GY | D | V  | G+ – G– | GK   | P  | Megjegyzések |
| --- | ------------------------ | -- | -- | - | -- | ------- | ---- | -- | ------------ |
| 1.  | Ferencvárosi TC          | 16 | 15 | 0 | 1  | 138–10  | +128 | 45 | NB I         |
| 2.  | Győri ETO                | 16 | 12 | 1 | 3  | 111–25  | +86  | 37 | Osztályozó   |
| 3.  | Pécsi VSK                | 16 | 8  | 2 | 6  | 35–49   | −14  | 26 |              |
| 4.  | Dorogi Diófa SE          | 16 | 8  | 1 | 7  | 28–30   | −2   | 25 |              |
| 5.  | Veszprém FC              | 16 | 6  | 3 | 7  | 25–44   | −19  | 21 |              |
| 6.  | Nagykanizsai TE 1866 MÁV | 15 | 5  | 1 | 9  | 21–53   | −32  | 16 |              |
| 7.  | Kecskeméti NLE           | 15 | 5  | 1 | 9  | 30–54   | −24  | 15 |              |
| 8.  | Szigetvári Vasas SC      | 16 | 3  | 1 | 12 | 7–66    | −59  | 10 |              |
| 9.  | DAC Unió FC              | 16 | 4  | 0 | 12 | 17–81   | −64  | 12 |              |
| 10. | Pécsváradi SE            | 0  | 0  | 0 | 0  | 0–0     | 0    | 0  | visszalépett |

Utolsó frissítés: 2013. május 19. 
Forrás: MLSZ adatbank 
A rangsorolás alapszabályai: 1. összpontszám, 2. győzelmek száma, 3. egymás elleni eredmények összpontszáma,  4. egymás elleni eredmények gólkülönbsége, 5. egymás elleni eredmények szerzett góljainak száma 6. gólkülönbség, 7. szerzett gólok száma.
(B): Bajnokcsapat, (K): Kieső csapat, (F): Feljutó csapat, (I): Kupainduló, (R): A rájátszás győztese, (KGY): Kupagyőztes

|}

## Kereszttáblázat

### Osztályozó
| 2013. május 26. 11:00 |

| Győri ETO                              | 3–1               | Nagypáli NLSE |
| -------------------------------------- | ----------------- | ------------- |
| Horváth R. 1' Németh L. 21' Bogdán 81' | (2–1) Jegyzőkönyv | Végh 16'      |

| ETO Park, Győr Játékvezető: Juhász Bálint |

| 2013. június 8. 11:00 |

| Nagypáli NLSE                            | 4–1 (h. u.)       | Győri ETO     |
| ---------------------------------------- | ----------------- | ------------- |
| Boda 7' Végh 31' Vincze 63' Szegedi 101' | (2–1) Jegyzőkönyv | Németh L. 38' |

| Zalaegerszeg Játékvezető: Vizi István |

5–4-es összesítéssel a Nagypáli NLSE bennmaradt az NB I-ben.

## A góllövőlista élmezőnye
| Gól                               | Név              | Csapat          |
| --------------------------------- | ---------------- | --------------- |
| 47                                | Németh Loretta   | Győri ETO       |
| 24                                | Zeller Dóra      | Ferencvárosi TC |
| 21                                | Mosdóczi Evelin  | Ferencvárosi TC |
| 18                                | Öreg Cintia      | Győri ETO       |
| 11                                | Bogdán Alexandra | Győri ETO       |
| 10                                | Bognár Enikő     | Ferencvárosi TC |
| 10                                | Nagy Ágnes       | Kecskeméti NLSE |
| 9                                 | Kaján Zsanett    | Ferencvárosi TC |
| 8                                 | Nagy Viktória    | Ferencvárosi TC |
| 8                                 | Diószegi Fanni   | Ferencvárosi TC |
| 8                                 | Törteli Anikó    | Kecskeméti NLSE |
| 8                                 | Soós Barbara     | DAC Unió FC     |
| 8                                 | Bucher Bettina   | Pécsi VSK       |
| Utolsó frissítés: 2013. május 19. |                  |                 |
| Forrás:MLSZ adatbank              |                  |                 |